# Bretha Crólige
Bretha Crólige („Die Entscheidungen betreffs Blutvergießen“) ist der Titel eines altirischen Rechtstextes, der sich mit den Bußzahlungen bei Blutvergießen beschäftigt. Er wird dem Heiler Dian Cecht der Túatha Dé Danann zugeschrieben und ist im Werk Senchas Már („Große Überlieferung“) als dritter Teil tradiert.

## Inhalt
Bretha Crólige zählt die genauen Bußtaxen auf, die für blutende Verwundungen zu entrichten sind.  Als Rechnungseinheit diente dabei der Wert einer Sklavin (cumal ['kuval]), eine im keltischen Bereich übliche Berechnungsgrundlage – auch für Abgaben, Strafen, Reparationszahlungen und anderes.
So sind für die Verwundung eines Königs (rí [ri:]) oder Provinzkönigs (rí rurech ['ri 'rur'eχ]) – später auch eines Bischofs – vierzehn, für Personen edler Abstammung je nach Rang (aire ard ['ar'e 'a:rd] „hoher Adliger“, aire déso / forgill / túise ['ar'e de:so / 'forgil' / 'tu:ʃe] „Adliger“, fer fothlai ['fer 'foθli] „niederer Adliger“) elfeinhalb bis sieben, für einen viehbesitzenden Bauern oder freien Mann (bóaire ['bo:'ar'e]) drei und für einen Unfreien (betagh [b'i:ataχ]) zwei cumal zu entrichten. Die Druiden (druí [dri:]), Dichter (fili ['fili]) und andere „Leute mit Fähigkeiten“ (áes dána [ois 'da:na]), zu denen auch die Gelehrten zählten, wurden manchmal zu den edlen, manchmal nur zu den freien Männern gezählt.
Dementsprechend wird auch der Stand der Adligen (grád flatha ['gra:δ'laθa]), der Freien (grád féne ['gra:δ'e:ne]) und der Unfreien (sen-chléithe ['ʃen'χle:θe]) unterschieden. Eine andere Benennung der Einteilung ist soír oder sóer („Gut-Freie“) und doír oder dóer („Schlecht-Freie“).
Die Verwundung einer Frau wurde üblicherweise nach der gesellschaftlichen Stellung ihres Mannes taxiert, doch waren z. B. Geiseln, Kriminelle, Huren, Landstreicherinnen, Wahnsinnige, Werwölfe und „scharfzüngige Jungfrauen“ generell ausgenommen.